# Black and White (canción de Niall Horan)
«Black and White» es una canción del cantante irlandés Niall Horan, se lanzó a través de Capitol Records como el cuarto sencillo de su segundo álbum de estudio Heartbreak Weather el 21 de abril de 2020.

## Composición
Musicalmente, «Black and White» ha sido descrito como una balada pop rock. La canción se comparó con obras de Ed Sheeran y de su antigua banda One Direction. Líricamente, es «una declaración altísima de devoción eterna». En términos de notación musical, se compuso usando 4/4 tiempos comunes en la clave de Re mayor, con un tempo de 148 latidos por minuto. El rango vocal de Horan se extiende desde la nota baja F ♯ 3 hasta la nota alta de A5, dando a la canción una octava, una nota y un semitono de rango.

## Presentaciones en vivo
Horan interpretó por primera vez la canción en The Late Late Show with James Corden el 13 de marzo de 2020. También presentó la canción el 18 de abril de 2020 en el especial de televisión One World: Together at Home un evento benéfico para recaudar fondos para la Organización Mundial de la Salud para cubrir gastos del COVID-19.

## Posicionamiento en listas
| Listas (2020)                    | Mejor posición |
| -------------------------------- | -------------- |
| Irlanda (IRMA)                   | 18             |
| Nueva Zelanda Hot Singles (RMNZ) | 10             |
| Reino Unido (UK Singles Chart)   | 91             |
| República Checa (Rádio Top 100)  | 13             |

## Historial de lanzamiento
| País        | Fecha               | Formato                     | Discográfica    | Ref    |
| ----------- | ------------------- | --------------------------- | --------------- | ------ |
| Varios      | 13 de marzo de 2020 | Descarga digital, Streaming | Capitol Records | [ 15 ] |
| Reino Unido | 25 de abril de 2020 | Adult contemporary radio    | Capitol         | [ 16 ] |
| Italia      | 1 de mayo de 2020   | Contemporary hit radio      | Universal       | [ 17 ] |